# Kinkiconocephalopsis matsuurai
Kinkiconocephalopsis matsuurai är en insektsart som beskrevs av Kawakita 1999. Kinkiconocephalopsis matsuurai ingår i släktet Kinkiconocephalopsis och familjen vårtbitare. Inga underarter finns listade i Catalogue of Life.